# Pauline Biscarat
Pas d'image ? Cliquez ici

a Compétitions nationales et continentales officielles uniquement.

b Matchs officiels uniquement.
Dernière mise à jour le 28 février 2021.
Pauline Biscarat, née le 8 mai 1989 à Tours, est une joueuse internationale française de rugby à sept.

## Biographie
Pauline Biscarat fait ses débuts au rugby à l'âge de 18 ans à l'US Saint-Pierre-des-Corps. Elle fait ses débuts au rugby à sept en 2008 avec le club de Bobigny. Elle fait partie de l'équipe de France de rugby à sept disputant les Jeux olympiques d'été de 2016.
En 2019, elle met un terme à sa carrière internationale. Elle dispute son dernier tournoi avec l'équipe de France développement chez elle, à Tours.
Pauline Biscarat est étudiante en kinésithérapie.
En 2020, elle est élue au comité directeur de la Ligue régionale Centre-Val de Loire de rugby au sein de l'unique liste candidate menée par Rodolphe Estève. En 2022, elle démissionne de ce poste après son départ en Guadeloupe.
En octobre 2022, elle arrive en Guadeloupe et joue dans l'équipe du Boisripeaux Rugby Club Abymes.